# Șendroaia, Bistrița-Năsăud
Șendroaia este un sat în comuna Târlișua din județul Bistrița-Năsăud, Transilvania, România. La recensământul din 2002 avea o populație de 227 locuitori.